# Auditorium Rocío Jurado

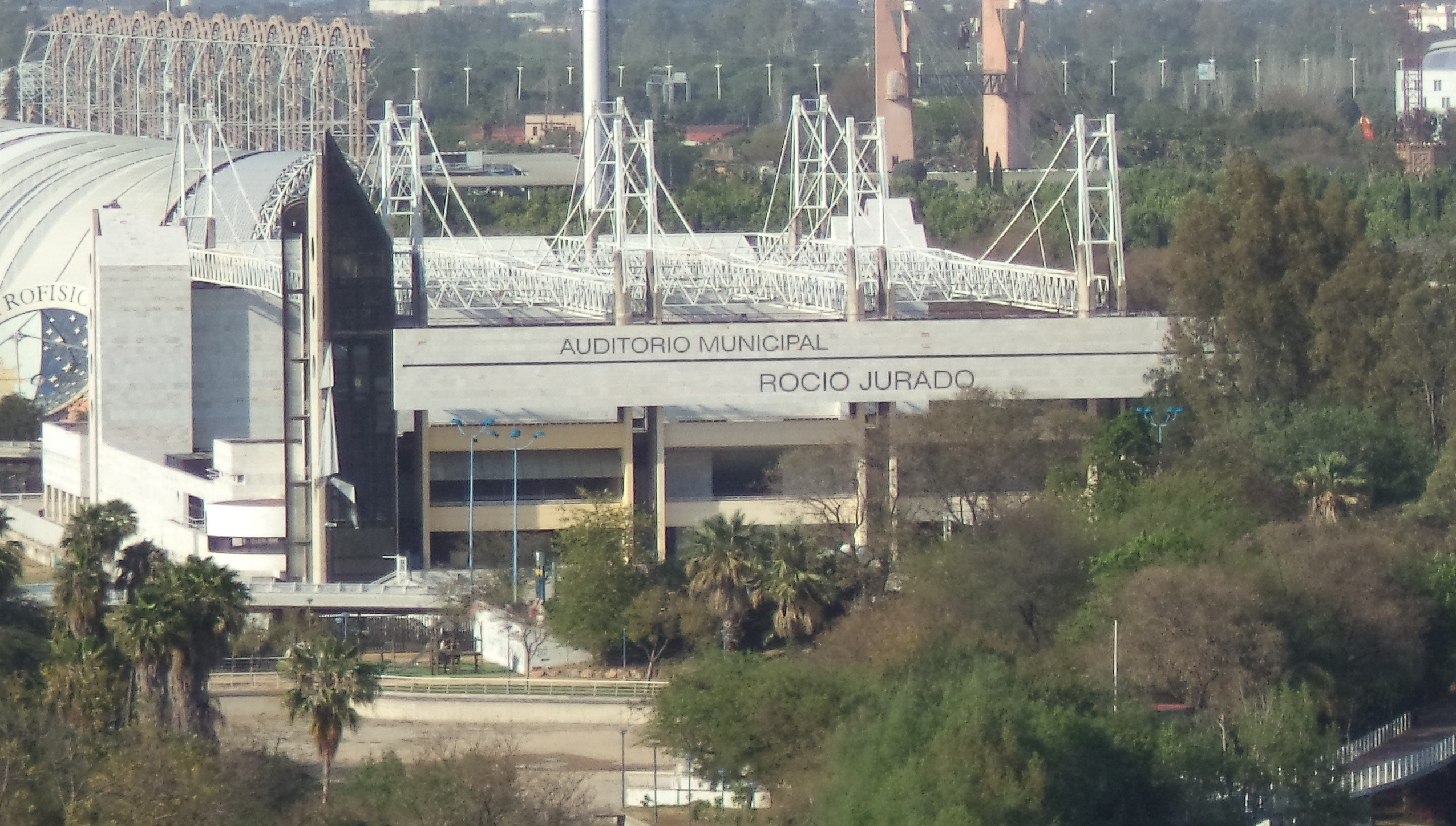
Auditorium Municipale, nell'Isola della Cartuja di Siviglia

L'Auditorium Rocío Jurado si trova nell'isola della Cartuja, a Siviglia, in Spagna. È stato costruito quando venne urbanizzata quella zona in previsione dell'Esposizione Universale del 1992.

## Dati tecnici
Il progetto fu realizzato dall'architetto Eleuterio Población Knappe come un grande teatro all'aperto. La piattaforma scenica, di 3.000 m², era uno dei palcoscenici più grandi al mondo, la fossa per l'orchestra riusciva ad ospitare fino a 120 musicisti e il teatro aveva una capienza di 4.000 posti. La sua facciata era rivestita con marmo di Macael (Almería).
Dopo l'Expo del 92 l'auditorium passò all'agenzia statale di gestione (Agesa) e nel 2006 al comune di Siviglia che lo battezzò con il nome della cantante Rocío Jurado. Successivamente vennero avviati una serie di lavori di miglioramento, con la copertura dell'edificio, nonché l'ampliamento dello spazio, al fine di poter sviluppare attività durante tutto l'anno, ottenendo un Centro dedicato alla cultura e alle arti. La nuova capienza divenne approssimativamente di 8.000 persone.

## Programmazione
L'auditorium venne inaugurato da Rocío Jurado, nel settembre del 1991, che finora è stata la cantante che più si è esibita su quel palcoscenico. Durante l'Expo del 92 fu sede dello spettacolo Azabache al quale parteciparonono le più grandi figure della canzone spagnola.
Da allora ha ospitato orchestre e solisti di diversi generi musicali come Mónica Naranjo, Pastora Soler, Manolo García, Joaquín Sabina, Joan Manuel Serrat, Judas Priest, Malú, Pablo Alborán, Pablo López e molti altri.
Ha ospitato anche manifestazioni politiche. Il 7 marzo 2008 Mariano Rajoy, presidente del PP, e il 15 novembre 2012 Rafael Correa, presidente dell'Ecuador.